# Commandos Strike at Dawn
Commandos Strike at Dawn (bra: Os Comandos Atacam de Madrugada; prt: Os Comandos Atacam ao Amanhecer) é um filme norte-americano de 1943, do gênero drama de guerra, dirigido por John Farrow, com roteiro de Irwin Shaw baseado no conto "The Commandos", de C. S. Forester, publicado na edição de junho de 1942 da revista Hearst's International-Cosmopolitan.

## Sinopse
Noruega, Segunda Guerra Mundial. Eric Toresen é um pescador viúvo e pacífico que se apaixona por Judith Bowen, filha de um almirante britânico. Quando os nazistas invadem o país e ocupam a vila onde vive com a filha Solveig, Eric decide agir. Depois de algumas ações de sabotagem, ele escapa para a Inglaterra, onde Judith e o pai já se encontravam refugiados. Lá, ele aceita liderar um ataque de comandos para destruir um aeroporto alemão, com a condição de que os ingleses resgatem Solveig.

## Prêmios e indicações
| Prêmio     | Categoria            | Recipientes                     | Resultado |
| ---------- | -------------------- | ------------------------------- | --------- |
| Oscar 1944 | Melhor trilha sonora | Morris Stoloff, Louis Gruenberg | Indicados |

## Elenco
| Ator/Atriz           | Personagem         |
| -------------------- | ------------------ |
| Paul Muni            | Eric Soresen       |
| Anna Lee             | Judith Bowen       |
| Lillian Gish         | Senhorita Bergesen |
| Sir Cedric Hardwicke | Almirante Bowen    |
| Ray Collins          | Johan Bergesen     |
| Robert Coote         | Robert Bowen       |
| Rosemary DeCamp      | Hilma Arnesen      |
| Alexander Knox       | Capitão germânico  |
| Elisabeth Fraser     | Anna Korstad       |
| Richard Derr         | Gunnar Korstad     |
| Erville Alderson     | Johan Garme        |
| Barbara Everest      | Senhorita Olav     |
| Rod Cameron          | Pastor             |
| Louis Jean Heydt     | Karl Arnesen       |
| George Macready      | Professor          |
| Arthur Margetson     | Coronel alemão     |
| Ann Carter           | Solveig Soresen    |